# Vratička heřmánkolistá

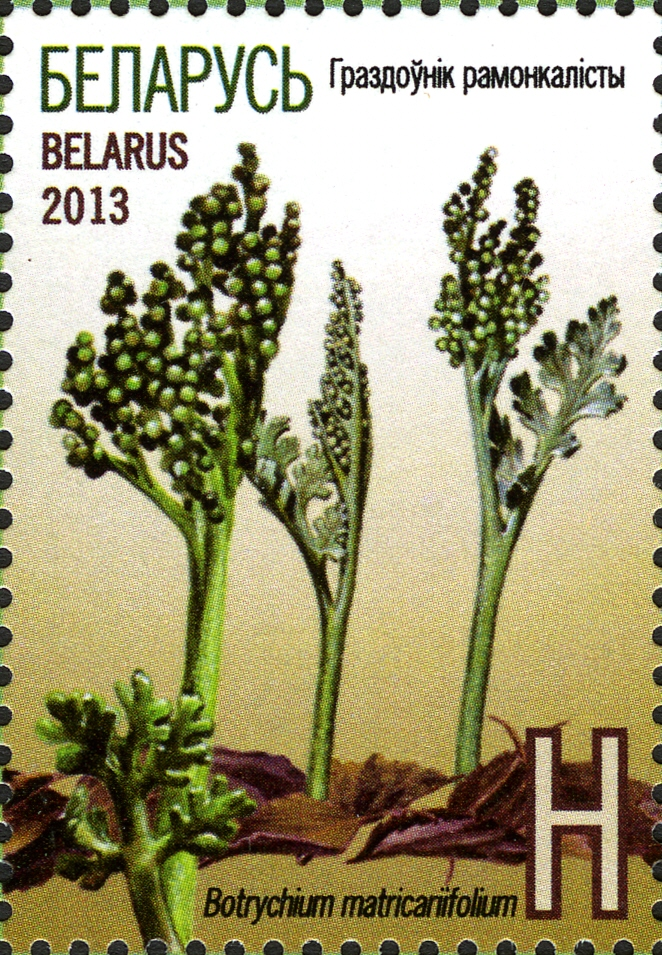
Vratička heřmánkolistá na běloruské poštovní známce

Vratička heřmánkolistá (Botrychium matricariifolium) je druh kapradiny z čeledi hadilkovité (Ophioglossaceae). Kapradina je menšího vzrůstu a vyskytuje se na suchých půdách v Evropě a Severní Americe. Do stejné skupiny patří například vratička měsíční (Botrychium lunaria).

## Popis
Vratička heřmánkolistá je bylina, která na první pohled nevypadá jako kapradina. Její velikost je 6–20 cm. Nadzemní část neboli řapíkatý list se skládá ze dvou částí. Sterilní (podobná listu, vejčité úkrojky, zřetelná střední žilka) a fertilní (bývá delší než část sterilní, podobá se lodyze + výtrusnice ve dvou řadách). Lodyha je pod povrchem země. Barevně výrazné (žluté) kulaté výtrusnice.

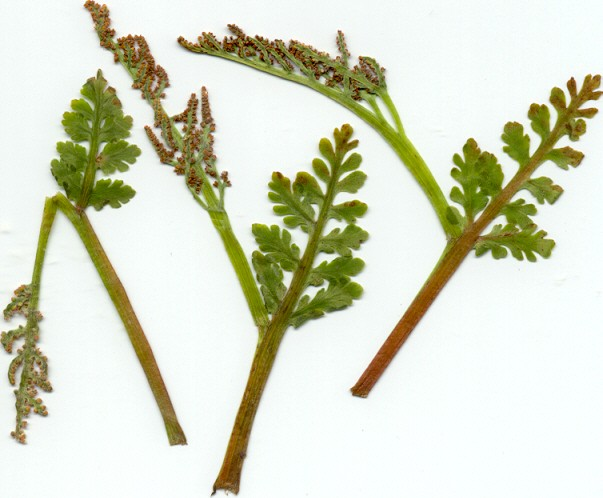
Vylisované rostliny
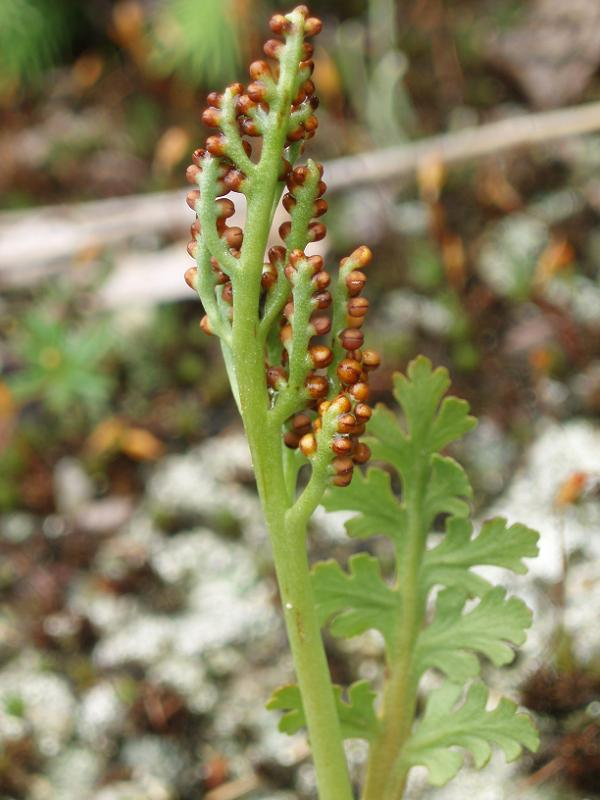
Detail rostliny s již otevřenými výtrusnicemi a vysypanými sporami

## Růst
Podzemní gametofyt a později i podzemní sporofyt se vyvíjejí 5-10 let pod zemí a poté se eventuálně po dobu 3 až 4 let začne nad zemí objevovat zelený sporofyt (viz fotografie této primitivní "rostliny"). Již od tříbuněčného stádia klíčící spory je k výživě je potřeba mykorhiza ale mykorhiza nezbytná po celý zbytek podzemního i nadzemního životního cyklu. Podzemní, horizontálně orientovaný kořínek umístěný mělce pod povrchem nemá žádné koncové vlášení a i z toho je zjevné, že je rostlina plně závislá na výživě houbou arbuskulární mykorhizy (např. rodu Glomus). Nadzemní část se objevuje kolem poloviny dubna, výtrusy dozrají a vypadají na začátku června. V nadmořských výškách okolo 800 m se ve střední Evropě rostliny objevují až v polovině května a zejména v červnu, kulovité výtrusnice dozrávají (zhnědnou a posléze prasknou) na konci června a v průběhu července.

## Ohrožení
Velmi (kriticky) ohrožená rostlina, chráněna (silně ohrožený druh) nejen v ČR.

## Výskyt
Půda s kyselým pH, nevápnitá, minerálně chudá, sušší oblasti (borové lesy), louky, okraje cest.
Východ Severní Ameriky a jižní část severní Evropy a střední Evropa až k evropské části Ruska. ČR – výskyt vzácně (sever ČR- Krušné hory, České středohoří; Jeseníky; Krkonoše; Šumava)